# 3. armada (Wehrmacht)
Za druge 3. armade glejte 3. armada.
3. armada je bila armada v sestavi Heera (Wehrmacht) med drugo svetovno vojno.

## Zgodovina
Armada je bila ustanovljena 22. avgusta 1939 kot Vadbena armada (Übungs-Armee). 28. avgusta 1939 je bila preimenovana v 3. armado, nakar je sodelovala v poljski kampanji. Potem je bila nastanjena na nemško-sovjetski razdelitveni meji kot mejno poveljstvo za ta del meje Tretjega rajha. 21. oktobra je bila armada razpuščena; štab pa so uporabili za ustanovitev 16. armade.

## Vojna služba
| Datum          | Nadrejeno poveljstvo  | Področje (vir) |
| september 1939 | Armadna skupina Sever | Poljska        |

## Organizacija
Stalne enote
- Armee-Nachschubführer 501
- Armee-Nachrichten-Regiment 501
- Korück 501

Dodeljene enote
- Korpus za posebne namene
- I. Armeekorps
- XXI. Armeekorps
- Gruppe Brand
- Grenzschutz-Abschnitt-Kommando 15
- 217. pehotna divizija

## Poveljstvo
Poveljnik
- Generalfeldmarschall Georg von Küchler (22. avgust 1939 - 3. november 1939)